# Атопијски екцем
Атопијски екцем или атопијски дерматитис је хронична незаразна запаљењска болест коже из атопијске групе болести, деце и млађих особа са атописјком конституцијом, посредована са ИгЕ антителима, код које основу за болест представља генетска предиспозиција и осетљивост циљног органа. Карактерише је јак свраб и типична клиничка слика чији манифестни симптоми зависе од узраста болесника. Болест је често удружен са другим атопијским болестима: алергијском астмом, алергијским ринитисом, алергијским конјуктивитисом и алергијским колитисом.
Историјски гледано, ова болест се сматрала као део тријаса атопије у коју поред екцема чини астма и алергијски ринитис, чије је јединство у синдром недавно дошао у питање. Иако није узрок значајне смртности, болест је хронични природа и може бити извор емоционалног стреса, јер почиње у детињству и прати је променљиви и понекад континуирани ток већи део болесниковог живота.
Адекватан третман болести мора да садржи хидратацију коже, избегавање контакта са изазивачима, смањење бактеријске колонизација или инфекције и примену одговарајућих антиинфламаторне лекове (топикалних стероида и инхибитора калцинеурина).

## Називи
Атопијски екцем — атопијски дерматитис — екцем — дерматитис

## Историја
Први писани извори са описима атопијског екцема могу се наћи још у антици, када је римски биограф Гај Светоније Транквил описао типичне симптоме болести Октавијана Августа. Описи симптоме који би могли одговарати атопијском екцему, такође се налазе у првој Дерматологији (De morbis cutaneis) коју је написао Италијан Арзт Ђироламо Меркуриале 1572. године. У 18. веку, постоје еквиваленти описи овима.
Пошто је било уобичајено до почетка 19. века да се кожне болести разликују на основу локализације, атопични екцем још увек није препозната као посебна болест.
Почетком 19. века, клиничка слика атопијског екцема је по први пут детаљно описана 1808. од стране енглеског лекара Роберта Вилана који се данас, сматра оснивач дерматологије као медицинске специјалности. Болест је касније описна и у публикацијама различитих аутора.
Термин екцем или атопични дерматитис први су применили 1891. француски лекари (Л. Брок и Л. Жаке).
Француз Ернест Анри Бесниер описао је болест 1892. са сврабом као главним симптомом, повезаним са екцемом (dermatitis multiformis prurignosa). Он је први препознао везу екцема са астмом и поленском кијавицом, и поред свраба као главног симптома препознао је и разноликост кожних лезија.
Почетком 20. века је болест је сврстана у контекст алергија. Током 1920. и 1930, термини атопија примењује се за атопијски дерматитис и атопични екцем.
Откриће имуноглобулина Е (ИгЕ) и његове улоге у алергија помогла је у другој половини 20. века да се схвате имунопатолошке корелације код атопијског екцема.

## Епидемиологија
Атопијски дерматитис се најчешћа јавља као хронична болест у раном детињству, у различитом интензитету код 15 до 20% деце. У 21. веку њена учесталост је у сталном порасту.
Северна Америка
Стопа преваленција атопијских дерматитиса у Северној Америци је 10-12% код деце и 0,9% код одраслих. На основу истраживања спроведених у Сједињеним Америчким Државама од 1997—2004. године предвиђа се велики пораст болести у наредним годинама.
Свет
На глобалном нивоу стопа преваленција атопијског дерматитиса је у порасту, и јавља се код 15-30% деце и 2-10% одраслих, са највећом учесталошћу у развијеним земљама.
У Кини и Ирану, стопа преваленција је око 2-3%. Учесталост се повећава код пацијената који емигрирају из неразвијених у развијене земље света.
Број оболелих, на глобалном нивоу, непрестано расте и последњих година попримила епидемијски облик. На то указује податак да је њена учесталост са 0,2% оболелих из седамдесетих година, данас порасла на преко 20%.
Расне разлике
Атопијски дерматитис напада подједнако особе свих раса. Имигранти из земаља у развоју који живе у развијеним земљама света имају већу учесталост болести него староседеоци (код којих из године у годину учесталост атопијског дерматитиса брзо расте).
Полне разлике
Мушко женски однос код атопијског дерматитиса је 1 : 1,4.
Старосне разлике
У 85% случајева, болест се јавља у првој години живота; док је у 95% случајева, присутна пре пете године живота. Учесталост атопијског дерматитиса највећа је у раном детињству и младости.
У популацији одраслих особа, стопа учесталости атопијског дерматитиса је 0,9%, а њен почетак може бити одложен до одраслог доба. Болест може имати периоде потпуне ремисије, нарочито у адолесценцији, да би са након тог животног доба поново развила у раном одраслом добу.

## Етиологија
Атопијски екцем је упала коже код деце и млађих особа са атопијском конституцијом, посредована са ИгЕ антителима, код којих основу за болест представља генетска предиспозиција за осетљивост циљног органа.
А све код развоја екцема потиче од главног протеина који одржава баријерну функцију коже беланчевина која се зове филагрин - глобуларни протеин који држи на окупу сва колагена влакна која се налазе у кожи, као што то чини, на пример, малтер у грађевинарству. Када се код неке особе јави мутација филагрина, односно неки његов облик који је наследно промењен, тада кожа постаје сува и њен горњи, масни слој се губи, нестаје функција заштитне баријере и преко коже се губи велика количина течности. Све то погодује стању да алергени преко такве коже веома лако продиру у организам и тако долази до алергије. То је та веза екцема и алергије.

## Патофизиологија
Тачан механизам настанка атопијског дерматитиса (АД) је непознат, па се не може закључити да ли су клиничке манифестације код АД резултат лезија епидермиса и накнадног контакта између еколошких иританата и имуних ћелија, или се процес одвија обрнутим редоследом. Последњих година откривено је да екцем није једна једина болест и да има неколико подврста. Основна класификација екцема је на алергијски и неалергијски екцем. Реч је упорној, али врло једноставној болести која има две основне карактеристике:
- Поремећај баријерне функције коже, па кожа не функционише добро и пропустљивије је него што би требало да буде,
- Појава свраба који је наследан, урођен, и постоји независно од самог екцема.

Чак и кад екцем прође, болесници су склони чешању, имају суву кожу и проблеме са сврабом током целог живота.
Доказано је да је епидерм прва линија одбране између тела и околине и, да када је нетакнут, штити организам од разних иритирајући алергена и микроба. Ову препреку, коју одржавају диференцирани кератиноцита и структурни протеина, може угрозити; наслеђе, траума, смањена влажност може, промене у пХ коже, и инфекција. Атопијом измењена кожа додатно умањује њену способност одржавања влаге; тако да је сува кожа подложна оштећењу механичким гребањем (чешањем), који је такође један од доминантних поремећаја код особа саклоним екцему, што даље доприноси ослобађању проинфламаторних медијатора.
Атопијски екцем је по својој суштини двофазна Т-ћелијама - посредована болест: у којој Th2 је чешћи у акутној фази, а Th1 предоминира у хронично облику болести коже.
Болесници са атопијским дерматитисом имају у крви повишен ниво серумског ИгЕ, периферну еозинофилију и укупно већи број имуних медијатора и цитокина.

## Диференцијална дијагноза
- Енреопатски акродерматитис
- Алергијски контактни дерматитис
- Дерматолошке манифестације у Јоб синдрому
- Дерматолошке манифестације Wiskott-Aldrich синдрома
- Реакције на лек
- Ексфолијативни дерматитис
- Гљивична инфекција
- Нутритивни поремећаји
- Псоријаза
- Шуга
- Себореични дерматитис

## Терапија
Стандардна терапија за атопијски дерматитис су кортикостероиди. Дуго се мислило да је то прилично сигурна терапија која може неограничено да се користи, али последњих година, утврђено је, да то није случај.
| „ | Резултати студија које су у том смислу проведене врло су необични. Према њима, главни ризик за карцином коже код екцема јесте управо дуготрајна употреба кортикостероида. Осим тога, они углавном не решавају проблем, јер имају особину да, док се користите, стање је доста добро, али чим се престане са применом лека - долази до погоршања. Оно што је нежаљено дејство лека је то да долази до истањењем коже за чак 30% до 50%, што је само по себи увод у неки озбиљнији проблем. | ” |

Према новијим истраживањима алтернатива се може наћи у природним препаратима, кремама на биљној бази који подједнако добро лече екцем без нежељених ефеката кортикостероида. Састав тих препарата базира највећим делом на индијским и кинеским биљкама, данас јако популарним на Западу, које у комбинацији једне са другима имају ефекат кортикостероида, а нису јаке као синтетички кортикостероиди па су одлична алтернатива којом се избегавају њихови негативни ефекти.
| Прва фаза                                                                                              | Друга фаза  | Трећа фаза         | Четврта фаза                              |
| --- | ----------- | ------------------ | ----------------------------------------- |
| Сува кожа                                                                                              | Блажи облик | Средње тежак облик | Упоран, тежак и изражен облик             |
| |             |                    | - Системска терапија (нпр. циклоспорин А) |
| - Површинска терапија глукокортикоидима класе 2 и 3 и/или калцинеурином.                               |             |                    |                                           |
| - Антисептици - Лечење свраба - Површинска терапија глукокортикоидима класе 2 и 3 и/или калцинеурином. |             |                    |                                           |
| - Основна нега коже - Превенција и смањење провоцирајућих фактора                                      |             |                    |                                           |

## Прогноза
Код већине болесника јавља се побољшање без обзира на узраст у коме се јавила. И док је учесталост атопијског дерматитиса (АД) у детињству чак 20%, она је само 0,9% код одраслих.
У једној трећини болесника развија се алергијски ринитис, акод једна трећина болесника развије се астма.